# Watugolong
Watugolong is een bestuurslaag in het regentschap Sidoarjo van de provincie Oost-Java, Indonesië. Watugolong telt 5288 inwoners (volkstelling 2010).